# Flip immobilier
Le flip immobilier est une pratique qui consiste à effectuer l'achat d'un actif immobilier, puis à procéder à sa revente rapide à des fins lucratives, généralement après avoir effectué des rénovations ou avoir apporté des améliorations au bien.
Le phénomène des flips immobiliers est souvent critiqué comme étant en partie responsable de bulles immobilières et de la crise du logement touchant la classe moyenne.
Dans certains pays, le législateur a adopté des règles fiscales pour lutter contre les flips immobiliers.